# Meet the Spartans
Meet The Spartans là một bộ phim nhái do hãng 20th Century Fox sản xuất, nó nhái theo phim 300 với những chi tiết vui nhộn hài hước và châm biến
"Nạn nhân" của nó là Britney Spears, Paris Hilton,..., cả show American Idol, và hàng chục phim khác như Ugly Betty,..
Nó bị chỉ trích khá nặng nề với ngôn ngữ thô bạo, khiếm nhã và nhiều cảnh quay không hay cho lắm.
Với kinh phí 30 triệu USD và thu về 84 triệu USD trên toàn thế giới, Meet The Spartans được xem là phim có doanh thu cao nhưng vẫn còn thấp hơn nhiều bộ phim nhái trước đó.
Diễn viên Sean Maguire, Carmen Electra, Nicole Parker bị chỉ trích khá nhiều trong phim. Tuy nhiên cũng có nhiều ý kiến rằng phim cho khán giả thư giãn khá nhiều.
Bộ phim nhận được khá nhiều giải Mâm Xôi Vàng cùng với Disaster Movie trong năm 2008.

## Diễn viên
- Sean Maguire vai King Leonidas
  - Zachary Dylan Smith vai Leonidas trẻ
- Kevin Sorbo vai Captain
- Carmen Electra as Queen Margo
- Ken Davitian as King Xerxes
- Diedrich Bader as Councilman Traitoro
- Travis Van Winkle as Sonio
- Jareb Dauplaise as Dilio
- Nicole Parker as Paris Hilton, Britney Spears, Ellen DeGeneres, Paula Abdul
- Ike Barinholtz as Le Chiffre, Prophet, Dane Cook
- Hunter Clary as Leo Jr.
- Phil Morris as Messenger
- Method Man as Persian Emissary
- Ryan Fraley as Brad Pitt
- Tiffany Claus as Angelina Jolie
- Nick Steele as Kevin Federline
- Tony Yalda as Sanjaya Malakar
- Christopher Lett as Randy Jackson
- Jim Piddock as Loyalist, Simon Cowell
- Nate Haden as Ryan Seacrest
- Crista Flanagan as Oracle/Ugly Betty, Spartan Woman
- Robin Atkin Downes (uncredited) as Narrator
- Thomas McKenna as Tom Cruise
- Jesse Lewis IV as Ms. Jay Alexander
- Jenny Costa as Tyra Banks
- Belinda Waymouth as Twiggy
- Dean Cochran as Rocky Balboa, Rambo
- Emily Wilson as Lindsay Lohan
- John Di Domenico as Donald Trump
- Jim Nieb as George W. Bush
- Tiffany Haddish as Urban Girl

}}